# Caloptilia prosticta
Caloptilia prosticta là một loài bướm đêm thuộc họ Gracillariidae. Loài này sinh sống ở Madagascar, Nigeria, Seychelles, Nam Phi và Sri Lanka.